# Gamla brandstationen, Halmstad

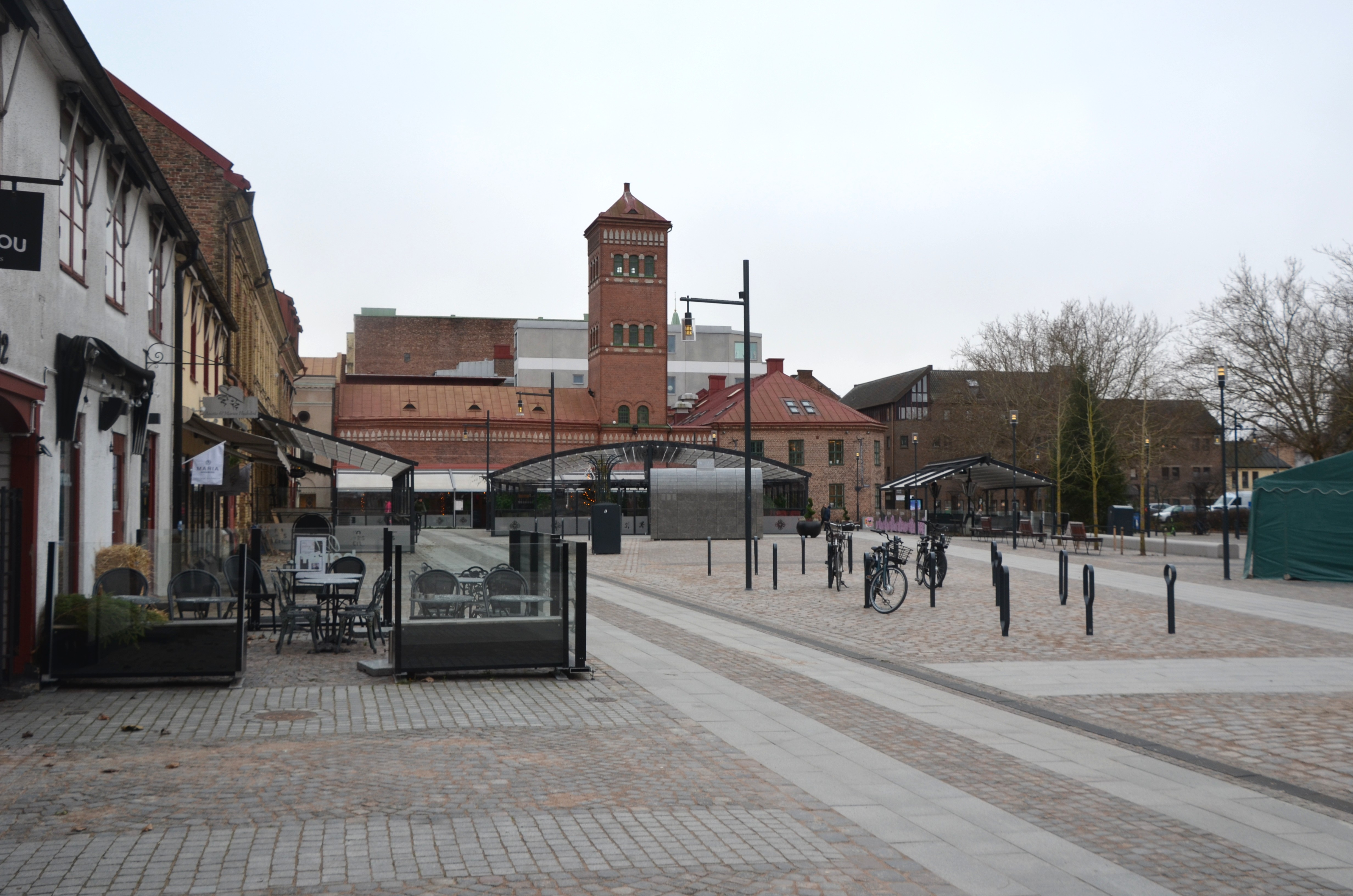
Gamla brandstationen vid Lilla Torg, 2004

Gamla brandstationen i Halmstad var stadens första brandstation, vilken invigdes vid Lilla Torg i Halmstad 1903.
I äldre tider fanns i Halmstad av staden anställa nattväktare, som nattetid gick runt i staden och såg att allt var i sin ordning. Vid larm samlades stadens invånare för att hjälpa till med släckningen och vatten hämtades i hinkar, som langades från vallgraven och Nissan. Halmstad fick också på 1700-talet en större och en mindre brandspruta och 1794 byggdes ett första spruthus i hörnet Kyrkogatan 2 / Hamngatan 11 för att förvara släckningsutrustningen. 
År 1839 bildades en frivillig brandkår på uppemot 100 man på initiativ av fabrikören Isak Reinhold Wallberg och senare bildades en kommunal brandstyrelse med en brandstyrka med alla vuxna män i staden som värnpliktiga brandmän.
På 1880-talet anlades vattenledningar och 88 brandposter. År 1903 flyttade en nybildad fast brandkår in i en nybyggd brandstation i rött tegel vid Lilla Torg. Den ritades av Sven Gratz och bestod av en vagn- och redskapshall med tre portar och ett fyra våningars torn för torkning av slangar. I det bredvidliggande före detta fattighuset inrymdes logement och kontor. En motordriven ambulans köptes 1921 och de första brandbilarna kom 1922. 
Stationen var i tjänst till 1977, då den ersattes av en ny brandstation i Sannarp vid Kristinehedsvägen/Wrangelsgatan. Den gamla vagnhallen har kommit till användning som serveringslokal.

## Bildgalleri

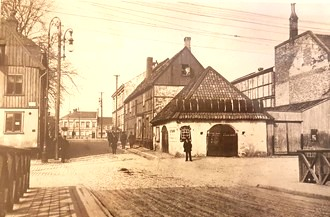
Det tidigare spruthuset från 1794 vid Hamngatan 11